# Charles Cadogan
Charles Gerald John Cadogan (ur. 24 marca 1937, zm. 11 czerwca 2023) – brytyjski arystokrata i przedsiębiorca, najstarszy syn Williama Cadogana, 7. hrabiego Cadogan, i Primrose Yarde-Buller, córki 3. barona Churston.
Wykształcenie odebrał w Eton College. Po ukończeniu nauki odbył służbę wojskową w Coldstream Guards i uzyskał stopień podporucznika. W latach 1981–1982 był prezesem klubu piłkarskiego Chelsea F.C. Wstąpił również do Gildii Pilotów i Nawigatorów. W 1996 r. został zastępcą Lorda Namiestnika Greater London. Po śmierci ojca w 1997 r. odziedziczył tytuł hrabiego Cadogan i zasiadł w Izbie Lordów. Zasiadał tam do reformy Izby w 1999 r. Obecnie jest gubernatorem Culford School.
6 czerwca 1963 r. poślubił lady Philippę Dorothy Bluet Wallop (21 sierpnia 1937–1984), córkę Gerarda Wallopa, 9. hrabiego Portsmouth, i Bridget Croban, córki kapitana Patricka Crobana. Charles i Philippa mieli razem dwóch synów i córkę:
- Anna-Karina Cadogan (ur. 4 lutego 1964), żona Gary'ego Thomsona, ma dzieci
- Edward Charles Cadogan (ur. 10 maja 1966), wicehrabia Chelsea, ożenił się z Kathariną Hülsemann, ma dzieci
- William John Cadogan (ur. 9 listopada 1973), ożenił się z Victorią Taylor, ma dzieci

W 1989 r. poślubił Jennifer Jane Greig Rae, córkę J.E. Rae'a i Naomi Angeli. Małżonkowie nie mieli razem dzieci i rozwiedli się 20 lipca 1994 r. Pięć dni później Cadogan poślubił Dorothy Ann Shipsey, córkę dr W.E. Shipseya. Małżonkowie nie mają razem dzieci.
Lord Cadogan posiada wiele nieruchomości w londyńskiej dzielnicy Chelsea, głównie na Sloane Street. Są one podstawą jego majątku, który w 2004 r. dał mu 216. miejsce na liście najbogatszych ludzi świata magazynu Forbes.